# Шаленство свободи
«Шаленство свободи» (англ. Freedom's Fury) — документальний фільм 2006 року американського режисера Коліна К. Грея. Прем'єра відбулася 7 вересня 2006 року в Угорщині, де цей фільм переглянуло 47 тисяч глядачів. У Росії фільм показаний не був. Фільм демонструвався на Варшавському міжнародному кінофестивалі 12 жовтня 2007 року.

## Сюжет
Незадовго до кінця Другої світової війни у 1945 році Угорщина була звільнена від нацистів радянськими військами. Радість угорців від звільнення незабаром змінилась розчаруванням: виявилося, що на зміну одному тоталітарному режимові прийшов інший.
До 1956 року (рік літніх Олімпійських ігор в Мельбурні), напруженість у відносинах угорського суспільства з встановленим Москвою компрадорським урядом сягнула найвищої точки та вилилась в масове повстання і, в результаті, у справжню революцію. Угорська революція була жорстоко придушена радянськими військами протягом двох тижнів. У тому ж році, коли ще не пройшла в головах людей пам'ять про вторгнення радянських військ, Ради та Угорщина зустрілися в іншому бою — в найважливішому матчі турніру з водного поло на Мельбурнських олімпійських іграх. Угорці були налаштовані не зламатися під натиском радянської команди, гра була агресивною і запам'яталася як одна з найбільш безкомпромісних і красивих ігор в історії водного поло на Олімпійських іграх.
Режисер Колін Грей відтворив в цьому фільмі події 1956 року — доленосного року для історії Угорщини. Фільм розповідає епізод угорської революції, здійсненої національною командою з водного поло. Розповідь веде легендарний американський плавець Марк Спітц. Люсі Лью і Квентін Тарантіно є виконавчими продюсерами фільму.

## Знімальна група
- Меган Рейні Аронс — режисер / сценарист / оператор
- Кілін Кейт Грей — режисер / сценарист / оператор
- Джозеф Міко — оператор
- Крістін Лейсі — продюсер
- Лес Халл — композитор
- Майкл Роджерс — режисер монтажу
- Тор Халвоссен — співпродюсер
- Люсі Лью — виконавчий продюсер
- Емі Соммер — виконавчий продюсер
- Ендрю Вайна — виконавчий продюсер
- Квентін Тарантіно — виконавчий продюсер

## Критика, фестивалі
Фільм отримав позитивні відгуки та високу оцінку за його інтригуючий погляд на дуже важливі контроверсійні події міжнародного значення.

### Деякі відгуки
- «Картина далека від суто спортивного документального фільму. Це вже спортивна драма, яка також зачіпає і політичні питання» — Джейсон Фергюсон («Orlando Weekly»)[4].
- «Спорт і політику за залізною завісою переглядають у захоплюючому, хоча і традиційному, документальному фільмі „Шаленство свободи“, який згадує тиск, який чинився росіянами на зголоднілих до свободи угорців в матчі з водного поло на Олімпійських іграх 1956 року» — Расселл Едвардс («Variety»)[5].
- «Квентін Тарантіно дав своє ім'я чималій кількості проєктів, але повнометражний документальний фільм про угорське водне поло повинен стати однією з найбільш незвичайних записів у його фільмографії» — Майкл Брук («Kinoblog»)[6].
- «Я не можу говорити за глядачів, які пережили ті часи, але як той, хто дізнається про описувані у фільмі події вперше, я вважав документальний фільм дуже захоплюючим і бачу його серед найкращих документальних фільмів, які були показані на недавньому кінофестивалі Tribeca» — Чарлі Прінс («Cinema Strikes Back»)[7].
- «Цей документальний фільм буде представляти інтерес насамперед для тих, хто цікавиться історією Олімпійських ігор та Холодної війни. Це досить простий фільм з візуальної точки зору і мудрий з точки зору оповідання» — Браннаван Гнаналнгам («The Lumière Reader»)[8].

### Фестивальні покази
«Шаленство свободи» був показаний на наступних фестивалях:
- Hungarian Film Week 2006
- Global Peace Festival 2006
- Waterfront Film Festival 2006
- Bahama Film Festival 2006
- Cinequest 2006
- Tribeca Film Festival 2006